# Mask (serie de televisión)
Mask (en hangul, 가면; romanización revisada, Gamyeon) es una serie de televisión surcoreana emitida en 2015 y protagonizada por Soo Ae, Joo Ji Hoon, Yeon Jung Hoon y Yoo In Young. Fue emitida por Seoul Broadcasting System desde el 27 de mayo hasta el 30 de julio de 2015, con una longitud de 20 episodios que son emitidos cada miércoles y jueves a las 21:55 (KST).

## Sinopsis
Byun Ji Sook (Soo Ae) trabaja como vendedora en una tienda cuando de repente se encuentra con su Doppelgänger Seo Eun Ha (Soo Ae). Mientras que la familia de Ji Sook es perseguida por usureros, de su padre y hermano tienen una deuda, por otro lado Eun Ha es la hija de un congresista y prometida del heredero chaebol Choi Min Woo (Joo Ji Hoon).
Min Woo es el hijo ilegítimo del presidente de SJ Group y presunto heredero de la compañía, con el amargo resentimiento de la esposa del presidente e hija, Mi Yeon la media hermana de Min Woo. A pesar de riqueza, Min Woo se crio sin amor y afecto de familia y amigos, sumado a que su futuro matrimonio con Eun Ha es un acuerdo por ambas partes como un acuerdo comercial mutuamente beneficioso.
Min Woo tampoco sabe que el hombre de Eun Ha está teniendo un romance con el marido de Mi Yeon, el manipulador y ambicioso Min Seok Hoon. Seok Hoon se no se detendrá ante nada para impedir que su hermano sea nombrado sucesor, incluyendo conspirar con el psiquiatra de este último, haciéndole pensar que está loco. Pero sus planes se tuercen cuando Eun Ha termina muerta, por lo que Seok Hoon amenaza y chantajea a Ji Sook para tomar el lugar de Eun Ha.
Cuando Min Woo comienza a vivir con Ji Sook, se da cuenta de que es una persona diferente a la mujer adinerada y fría que él conoció.

## Reparto

### Personajes principales
- Soo Ae como Byun Ji Sook / Seo Eun Ha.
- Choi Ji Won como Eun Ha (de joven).
- Joo Ji Hoon como Choi Min Woo.
  - Jeon Jin-seo como Choi Min-woo (de joven).
- Yun Jung Hoon como Min Suk Hoon.
- Yoo In Young como Choi Mi Yun.

### Personajes secundarios
Familia de Ji Sook
- Jung Dong Hwan como Byun Dae Sung.
- Yang Mi Kyung como Kang Ok Soon.
- Hoya como Byun Ji Hyuk.

Familia de Min Woo
- Jun Gook Hwan como Presidente Choi Doo Hyun.
- Park Joon-geum como Sra. Song Sung-hee.[4]

Familia de Eun Ha
- Park Yong Soo como Congresista Seo Jong Hoon.
- Lee Jong Nam como Sr. Lee.

### Otros personajes
- Kim Byeong-ok como Director Shim.
- Jo Han Sun como Kim Jung Tae.
- Joo Jin Mo como Profesor Kim.
- Park Yun Soo como Myung Hwa.
- Hwang Suk Jung como Mal Ja.
- Park Joon Myun como Manager Yeo.
- Kim Ji Min como Kim Yun Soo.
- Moon Sung Ho como Nam Chul.
- Cho Yoon-woo como Oh Chang-soo.
- Sung Chang Hoon como Bbul Te.
- Kim Bup-rae como Yang Song-ki, el jefe de Eun Ha y Mi Yun.
- Yoo Jung-rae.

## Banda sonora
1. Lyn - «Only One Day»
2. Zico (Block B) & So Jin (Girl's Day) - «Sick»
3. Moon Myung Jin - «One Person»
4. Vasco - «As If I'm Dead»
5. Navi - «Tell Me A Lie»
6. Byul Ha (HeartB) - «No Love»
7. Junggigo (Feat. Joo Heon (MONSTA X)) - «Decalcomanie»
8. Yoon Do Hyun - «Where»

## Recepción

### Audiencia
En Azul la audiencia más baja y en rojo la más alta, correspondientes a las empresas medidoras TNms y AGB Nielsen.
| Episodio | Fecha de emisión    | Título                            | Cuota de pantalla | Cuota de pantalla | Cuota de pantalla   | Cuota de pantalla   |
| Episodio | Fecha de emisión    | Título                            | Índices TNmS      | Índices TNmS      | Índices AGB Nielsen | Índices AGB Nielsen |
| Episodio | Fecha de emisión    | Título                            | Nacional          | Seúl              | Nacional            | Seúl                |
| -------- | ------------------- | --------------------------------- | ----------------- | ----------------- | ------------------- | ------------------- |
| 1        | 27 de mayo de 2015  | 3 Million Won Happiness           | 7.5 %             | 8.8 %             | 7.5 %               | 8.0 %               |
| 2        | 28 de mayo de 2015  | Girl Who Walks in Memories        | 8.5 %             | 9.8 %             | 9.2 %               | 9.5 %               |
| 3        | 3 de junio de 2015  | Best Choice, Worst Choice         | 8.2 %             | 10.0 %            | 8.6 %               | 9.0 %               |
| 4        | 4 de junio de 2015  | Heaven Created by the Devil       | 10.3 %            | 12.2 %            | 10.7 %              | 12.1 %              |
| 5        | 10 de junio de 2015 | The Poor Rich                     | 9.4 %             | 10.9 %            | 9.4 %               | 10.1 %              |
| 6        | 11 de junio de 2015 | Family, That Heartbreaking Memory | 10.4 %            | 12.6 %            | 9.8 %               | 10.3 %              |
| 7        | 17 de junio de 2015 | A Chest You Can Cry On            | 10.0 %            | 12.0 %            | 11.0 %              | 12.5 %              |
| 8        | 18 de junio de 2015 | A Logical Delusion                | 9.8 %             | 12.2 %            | 11.8 %              | 12.6 %              |
| 9        | 24 de junio de 2015 | My Own Reflection                 | 9.7 %             | 12.6 %            | 10.8 %              | 11.3 %              |
| 10       | 25 de junio de 2015 | Faces of the Mask                 | 10.1 %            | 12.5 %            | 9.7 %               | 9.3 %               |
| 11       | 1 de julio de 2015  | Game of Lies                      | 10.4℅             | 12.9 %            | 10.1 %              | 10.8 %              |
| 12       | 2 de julio de 2015  | Unhappy Happiness                 | 11.1 %            | 12.8℅             | 11.1 %              | 11.6 %              |
| 13       | 8 de julio de 2015  | A Proposal and a Divorce          | 9.9 %             | 12.9 %            | 10.8 %              | 11.5 %              |
| 14       | 9 de julio de 2015  | A Spear and a Shield              | 10.2 %            | 12.9 %            | 11.1 %              | 11.4 %              |
| 15       | 15 de julio de 2015 | The Target                        | 10.0 %            | 13.4 %            | 11.3 %              | 11.5 %              |
| 16       | 16 de julio de 2015 | The Puppet's Heart                | 11.4 %            | 13.8 %            | 12.2 %              | 12.7 %              |
| 17       | 22 de julio de 2015 | Family                            | 9.4 %             | 12.0 %            | 12.4 %              | 13.7 %              |
| 18       | 23 de julio de 2015 | Trap                              | 11.2 %            | 14.3 %            | 12.7 %              | 13.3 %              |
| 19       | 29 de julio de 2015 | Vacancy                           | 10.7 %            | 13.6 %            | 11.5 %              | 12.2 %              |
| 20       | 30 de julio de 2015 | Our House                         | 12.6 %            | 16.5 %            | 13.6 %              | 14.2 %              |
| Promedio | Promedio            | Promedio                          | 10.1 %            | 12.4 %            | 10.8 %              | 11.4 %              |

## Premios y nominaciones
| Año  | Premio                | Categoría                                            | Nominado            | Resultado |
| ---- | --------------------- | ---------------------------------------------------- | ------------------- | --------- |
| 2015 | 4th APAN Star Awards  | Premio a la alta excelencia, actriz en una miniserie | Soo Ae              | Nominado  |
| 2015 | 4th APAN Star Awards  | Premio a la estrella popular, actriz                 | Yoo In Young        | Ganador   |
| 2015 | Grimae Awards         | Premio a la alta excelencia                          | Mask                | Ganador   |
| 2015 | Grimae Awards         | Mejor actor                                          | Yeon Jung Hoon      | Ganador   |
| 2015 | Grimae Awards         | Mejor actriz                                         | Soo Ae              | Ganador   |
| 2015 | 23rd SBS Drama Awards | Premio a la excelencia, actor en un drama especial   | Ju Ji Hoon          | Ganador   |
| 2015 | 23rd SBS Drama Awards | Premio a la excelencia, actor en un drama especial   | Yeon Jung Hoon      | Nominado  |
| 2015 | 23rd SBS Drama Awards | Premio especial, actriz en un drama especial         | Yoo In Young        | Ganador   |
| 2015 | 23rd SBS Drama Awards | Top 10 estrellas                                     | Ju Ji Hoon          | Ganador   |
| 2015 | 23rd SBS Drama Awards | Premio a la popularidad de internautas               | Ju Ji Hoon          | Nominado  |
| 2015 | 23rd SBS Drama Awards | Premio a la popularidad de internautas               | Soo Ae              | Nominado  |
| 2015 | 23rd SBS Drama Awards | Premio a la mejor pareja                             | Ju Ji Hoon y Soo Ae | Nominado  |

## Emisión internacional
- Canadá: All TV (2015).
- Japón: TBS 1 (2018).
- Singapur: One TV Asia (2015).[7]
- Taiwán: EBC (2016).